# Église Saint-Marcel de Paris
Pour les articles homonymes, voir Église Saint-Marcel.
Ne doit pas être confondu avec Église évangélique Saint-Marcel ou Église Saint-Marcel de la Maison-Blanche.
L'église Saint-Marcel est située au 82 boulevard de l'Hôpital dans le 13e arrondissement de Paris et a pour patron le neuvième évêque de Paris qui avait choisi lui-même le lieu de sa sépulture, à l'emplacement actuel du croisement du boulevard Saint-Marcel et de l'avenue des Gobelins. L'église abrite des reliques de saint Marcel contenues dans un reliquaire.

## Historique

### La Collégiale Saint-Marcel

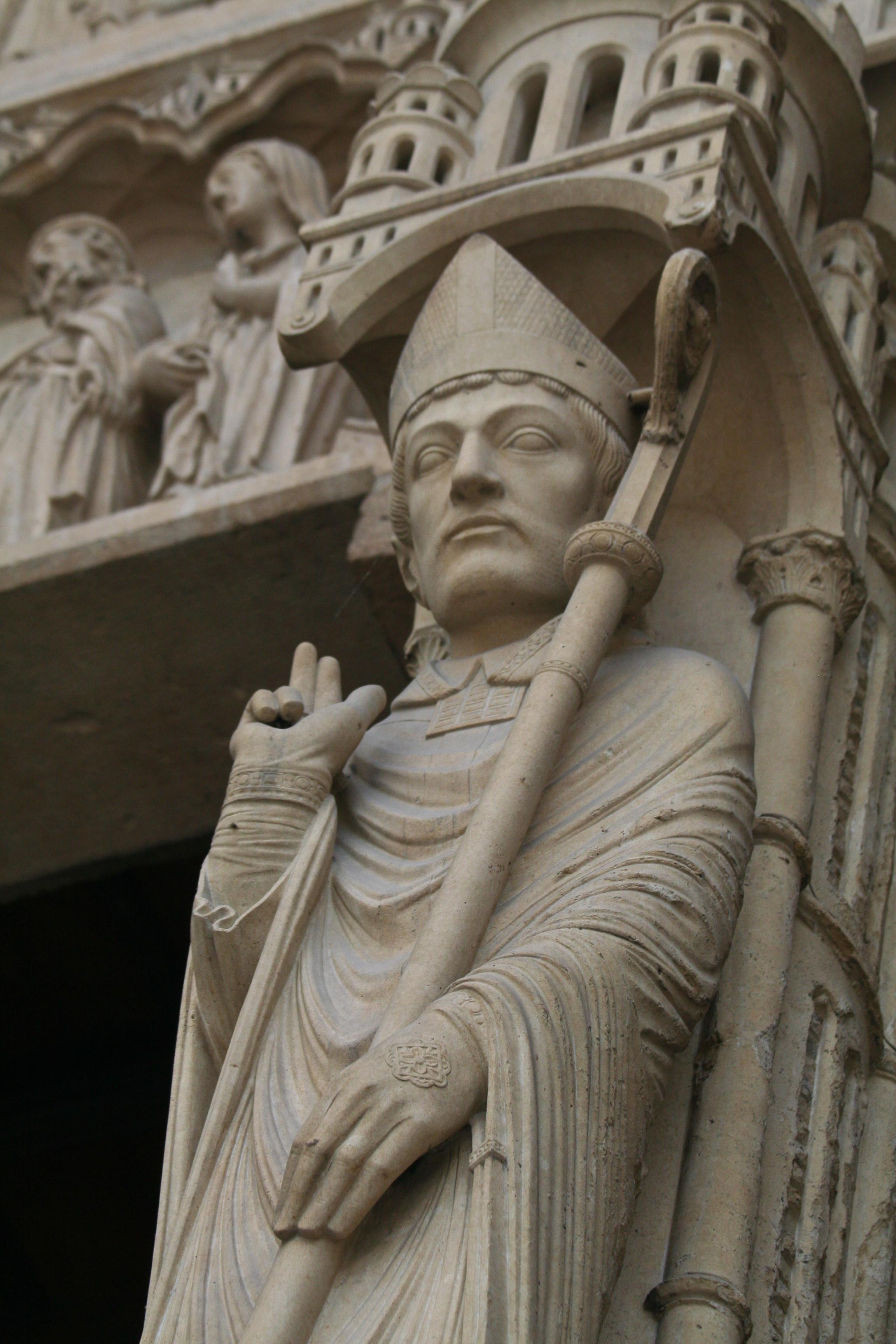
Statue de saint Marcel, portail Sainte-Anne de Notre-Dame de Paris.

Saint Marcel, neuvième évêque de Paris, fait partie des trois saints protecteurs de Lutèce avec saint Denis et sainte Geneviève.
Mort vers 436, il est inhumé le long de la voie romaine conduisant de Lutèce vers Lugdunum (Lyon) et l'Italie. L’oratoire élevé au-dessus de sa tombe devient un lieu de pèlerinage qui donne naissance au petit bourg de Saint-Marcel. Au VIe siècle, une chapelle y est élevée. Rebâtie à la fin du Xe siècle, elle devient collégiale en 1158. Elle est mentionnée dans une lettre du 26 juin 1158 du pape Adrien IV.
En 1790, l'église Saint-Martin du cloître Saint-Marcel est encore le siège de l'une des 52 paroisses urbaines du diocèse de Paris. Son curé, l'abbé Pierre-André Jacquet, prête le serment constitutionnel avec ses 3 confrères prêtres  de cette paroisse.
Cette église avec ses dépendances était située dans le quartier des Gobelins, à l’intérieur du quadrilatère formé par le boulevard Saint-Marcel, la rue Michel-Peter, la rue de la Reine Blanche et l’avenue des Gobelins. C'était une des églises des familles de lissiers de la manufacture des Gobelins. Elle est démolie en 1806.

### L'église actuelle
Le 26 juillet 1856, est posée la première pierre d'une église de style néogothique au 80, boulevard de l'Hôpital pour commémorer le souvenir du saint dans le quartier. Cette église reste en service jusqu'à Noël 1962 sous la dénomination de Saint-Marcel-de-la-Salpêtrière.
Cet édifice menaçant ruine, les Chantiers du Cardinal et la ville de Paris, décident de construire une nouvelle église en béton au même emplacement en faisant appel à l'architecte Daniel Michelin. Inaugurée le 18 décembre 1966 par le cardinal Feltin, elle est consacrée le 9 avril 1967 par le cardinal Veuillot, archevêque de Paris, 129e successeur.
L'ensemble du clocher, qui est composé du porche, du narthex, de la salle d’accueil, de l'escalier principal et de l'ascenseur est construit plus tard, en 1993, par Jean Michelin, le fils de Daniel Michelin. Sur le clocher, au dessus du porche, se trouve un vitrail représentant saint Marcel.
Son fils Jean Michelin s'occupa de diriger les travaux de construction du clocher ; une partie de l'église qui contient le narthex, la salle d'accueil, l'escalier principal et l'ascenseur. Le porche et le clocher ont été inaugurés par le cardinal Lustiger le 21 octobre 1993.

## Description
L'église est divisée en deux parties : l'église basse et l'église haute. L'église basse présente une chapelle et des salles qui servent aujourd'hui essentiellement pour des conférences et des événements. L'église haute, de 900 mètres carrés de surface, est utilisée régulièrement pour les célébrations comme la messe du dimanche.
Au niveau du chœur se trouve le Maître-autel, surélevé, taillé dans un granit bleu du Tarn. D'autres éléments sont taillés dans ce granit comme les fonts baptismaux, au fond de l'église. Au centre du chœur est accroché un nouveau crucifix, qui est une œuvre de Mgr Michel Aupetit, datant de 2011. À droite dans le chœur se trouve une statue de  l'évêque Marcel et à gauche une statue de la Vierge Marie, toutes deux en cuivre repoussé, qui sont l’œuvre du maître Jean Cattant.
Le clocher pyramidal a été construit par la ville de Paris, et s'élève à une hauteur de 25 mètres. Il est  coiffé d'un coq donnant des informations météorologiques aux habitants du quartier. Trois cloches ont été installées dans le clocher : Honorine, Geneviève et Rosalie. La première provient de l'ancienne église. Les deux autres proviennent du théâtre Sarah Bernhardt et sont un don de la ville de Paris.
Le vitrail de la façade a été réalisé par le maître verrier Guérin et représente saint Marcel. Les deux chapelles sont éclairées par des vitraux dessinés par Isabelle Rouault, la fille du peintre Georges Rouault. Ils ont été exécutés par Paul et Adeline Bony. Les couleurs dominantes sont le pourpre au levant (chapelle du St Sacrement) et le bleu au couchant (chapelle St Marcel).
Sur les bas-côtés de l'église se trouve un Chemin de croix, en émaux cuits sur lave, réalisé par une amie d'Isabelle Rouault : Francesca Guerrier. Sur le bas-côté gauche se trouve une longue tapisserie, tissée sur un carton du peintre cartonnier Gustave Singier (1909-1984), par la Manufacture nationale des Gobelins. 
Le grand orgue est composé de 53 jeux, 3 claviers et pédalier, d'esthétique néoclassique. Il a été construit et installé par la maison de facture d'orgues Beuchet-Debierre, en 1967. L'organiste titulaire est Véra Nikitine, qui a pris la succession de Jean-Michel Louchart en 2017.

## Curés de la Paroisse Saint-Marcel

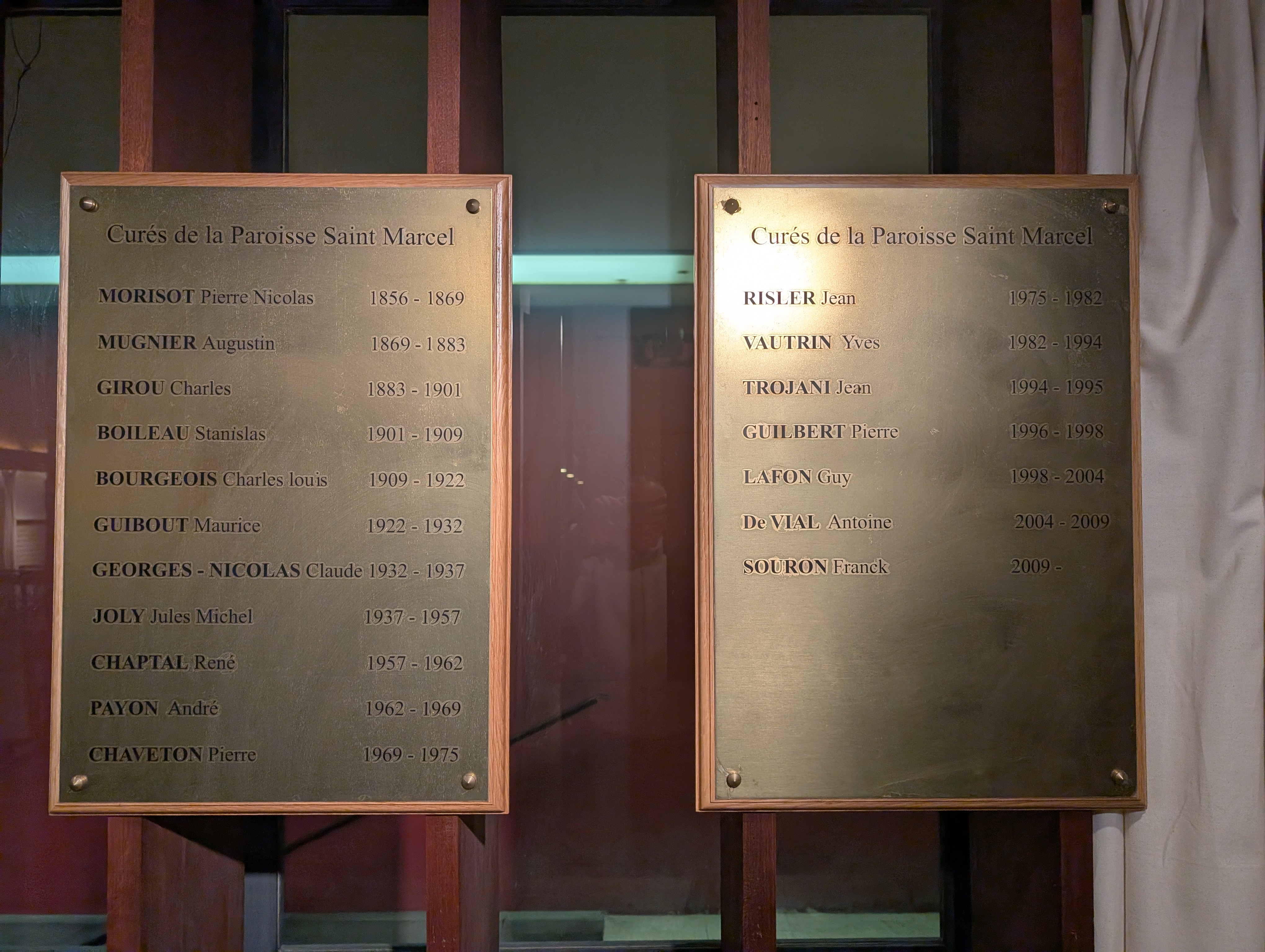
Liste des curés de la Paroisse Saint-Marcel

| Années    | Curé                    |
| --------- | ----------------------- |
| 1856-1869 | Pierre Nicolas Morisot  |
| 1869-1883 | Augustin Mugnier        |
| 1883-1901 | Charles Girou           |
| 1901-1909 | Stanislas Boileau       |
| 1909-1922 | Charles Louis Bourgeois |
| 1922-1932 | Maurice Guibout         |
| 1932-1937 | Claude Georges-Nicolas  |
| 1937-1957 | Jules Michel Joly       |
| 1957-1962 | René Chaptal            |
| 1962-1969 | André Payon             |
| 1969-1975 | Pierre Chaveton         |
| 1975-1982 | Jean Risler             |
| 1982-1994 | Yves Vautrin            |
| 1994-1995 | Jean Trojani            |
| 1998-2004 | Guy Lafon               |
| 2004-2009 | Antoine de Vial         |
| 2009-2019 | Franck Souron           |
| 2019-     | Benoît Strebler         |

## Sources
- Guide paroissial de Paris Saint-Marcel, Mgr Antoine de Vial, Éditeur : Bayard service Édition
- Les orgues de Paris
- L'orgue libre Photos de l'orgue Beuchet-Debierre.